# Hickstead (paard)
Hickstead (Maren-Kessel, 2 maart 1996 – Verona, 6 november 2011) was een springpaard waarmee de Canadese ruiter Eric Lamaze in 2008 een gouden medaille heeft behaald in het springen op de Olympische Spelen in Peking.
Hickstead kwam uit de stal van paardenfokker Jan van Schijndel uit Maren-Kessel. Hickstead bracht in totaal meer dan $ 3 miljoen op aan prijzengeld en werd algemeen erkend als het beste springpaard van zijn tijd. In 2008 werd Hickstead KWPN Paard van het Jaar.
Het paard overleed op 6 november 2011 op 15-jarige leeftijd aan een hartaderbreuk tijdens een wereldbekerwedstrijd in Verona.
In september 2012 onthulde Eric Lamaze een standbeeld voor Hickstead tijdens de Spruce Meadows Masters in Calgary. Hickstead en Lamaze werden bovendien opgenomen in de Canadese Sports Hall of Fame.

## Resultaten
- Wereldruiterspelen 2006 in Aken: 27e in de springconcours
- Wereldruiterspelen 2006 in Aken: 13e in de springconcours landenwedstrijd
- Olympische Zomerspelen 2008 in Hongkong:  springconcours
- Olympische Zomerspelen 2008 in Hongkong:  landenwedstrijd springconcours
- Wereldruiterspelen 2010 in Lexington:  in de springconcours
- Wereldruiterspelen 2010 in Lexington: 5e in de springconcours landenwedstrijd